# Arthur Henderson
Den här sidan handlar om nobelpristagaren Arthur Henderson. För hans son, se Arthur Henderson (1893–1968).
Arthur Henderson, född 13 september 1863 i Glasgow, Skottland, död 20 oktober 1935 i London, var en brittisk politiker och fackföreningsledare. Han var partiledare för Labour 1908 till 1910, 1914 till 1917 och 1931. Han var inrikesminister 1924 och utrikesminister 1929 till 1931. 1934 mottog han Nobels fredspris.

## Biografi

### Tidiga år
Arthur Henderson var son till en textilarbetare i Glasgow som dog när sonen var bara 10 år gammal. Efter faderns död flyttade familjen till Newcastle-upon-Tyne i nordöstra England.
Henderson arbetade i en lokomotivfabrik från 12 års ålder, och konverterade till metodismen 1879, efter att tidigare ha varit kongregationalist. Henderson blev också lekmannapredikant. 1884 förlorade han sitt arbete och koncentrerade sig på sin utbildning och sina predikningar.

### Fackföreningsledare
1892 hade Henderson engagerat sig i fackföreningsrörelsen och blev ett avlönat ombud för Iron Founders Union.
Henderson ansåg att strejker orsakade mer skada än de gjorde nytta och försökte undvika dem så mycket han kunde. Av denna anledning motsatte han sig bildandet av General Federation of Trade Union, då han trodde att det skulle leda till fler strejker.

### Labourpartiet
År 1900 var Henderson en av de 129 representanterna för fackföreningar och socialistiska organisationer som godkände Keir Hardies motion om att bilda Labour Representation Committee (LRC), och 1903 valdes Henderson till kassör i LRC och blev dessutom parlamentsledamot för Barnard Castle efter ett fyllnadsval.
1906 bytte LRC namn till Labour Party och fick 29 mandat i underhuset i valet (som blev en jordskredsseger för Liberal Party).
1908, när Hardie avgick som ledare för Labour, valdes Henderson till hans efterträdare och ledde partiet under två år, som från Labours perspektiv var ganska lugna. Han lämnade partiledarposten 1910.

### Kabinettsminister
När första världskriget bröt ut 1914 avgick den dåvarande Labourledaren, Ramsay MacDonald, i protest. Henderson blev vald att efterträda honom, och blev 1915, efter att premiärminister Asquith beslutat att bilda en koalitionsregering, den förste medlemmen från Labour i kabinettet, som utbildningsminister (President of the Board of Education).
1916 tvingade David Lloyd George Asquith att avgå och ersatte honom som premiärminister. Han blev medlem av det lilla krigskabinettet som minister utan portfölj. Henderson avgick i augusti 1917 när hans idé om en internationell konferens om kriget röstades ner av resten av kabinettet. Kort därefter avgick han också som Labourledare.

### Valförlusten 1918 och 1920-talet
Henderson var motståndare mot att straffa Tyskland hårt efter kriget, och förlorade på grund av denna inställning sin parlamentsplats i valet 1918. Året därpå, 1919, återvände han till underhuset sedan han vunnit ett fyllnadsval i Widnes. Efter valet blev han Labours chief whip, men förlorade sin plats i valet 1922.
Han återvände igen via ett fyllnadsval, denna gång för Newcastle East, men förlorade denna plats i valet 1923, varefter han ännu en gång vann ett fyllnadsval, nu i Burnley, två månader senare. Han utsågs till inrikesminister i den första Labourregeringen 1924 av premiärminister MacDonald. Regeringen föll senare samma år och förlorade det följande valet. 
Henderson återvaldes dock 1924, och vägrade att utmana MacDonald om partiledarposten, trots att han till synes ombads av andra parlamentsledamöter att göra detta. Eftersom han oroades av splittring i Labourpartiet publicerade han en skrift, Labour and the Nation, där han försökte förklara Labours målsättningar.

### Utrikesminister
Labour bildade en ny minoritetsregering 1929 och MacDonald utnämnde Henderson till utrikesminister. Henderson försökte på denna post minska spänningarna som byggts upp i Europa efter krigsslutet. Storbritannien återupprättade diplomatiska förbindelser med Sovjetunionen och gav sitt fulla stöd till Nationernas förbund. 
Regeringen kunde under en tid fungera ordentligt utan egen majoritet i underhuset. När den stora depressionen kom hamnade regeringen dock i en svår kris. 

### MacDonalds "förräderi"
Krisen började 1931 när ett utskott upptäckte att budgeten skulle få ett stort underskott. Detta orsakade en förtroendekris för det brittiska finansiella systemet som hotade pundets ställning i guldmyntfoten. Regeringen var ense om att det var viktigt att behålla guldmyntfoten och att budgeten måste vara balanserad, men var starkt oeniga rörande vissa av de åtgärder som föreslogs. Henderson blev ledare för en stor minoritet, nästan halva kabinettet, som inte kunde acceptera nedskärningar i arbetslöshetsunderstödet. Eftersom regeringen var så splittrad beslöt den att avgå. Den 24 augusti 1931 bildade MacDonald en "nationell regering" med medlemmar från alla stora partier för att hantera krisen. Labourpartiet godkände dock inte regeringen, och partiledningen uteslöt MacDonald och de andra Labourpolitikerna som ingick i regeringen. Henderson var den ende i partiledningen som röstade emot uteslutning. Henderson blev nu åter partiledare, samtidigt som partiet blev mer och mer fientligt mot regeringen. Regeringen beslöt att utlysa val, som resulterade i en överväldigande majoritet för koalitionen, medan Labour reducerades till 46 ledamöter och Henderson förlorade sitt mandat. Året därpå lämnade han partiledarskapet.

### Senare karriär
Henderson återvände till underhuset efter ett fyllnadsval i Clay Cross och ägnade resten av sitt liv åt att försöka hejda det anstormande kriget. Han var ordförande för nedrustningskonferensen i Genève och belönades med Nobels fredspris 1934.
Arthur Henderson dog vid 72 års ålder 1935.